# Дламини, Темба
Абсалом Темба Дламини (англ. Absalom Themba Dlamini, род. 1950) — премьер-министр Свазиленда с 26 ноября 2003 по 16 октября 2008 года, сменил Пола Шабангу. Преемником стал Барнабас Сибусисо Дламини. Премьер-министр не имеет особых полномочий, так как власть в Свазиленде принадлежит королю Мсвати III.

## Биография
Дламини окончил университет Ботсваны и Свазиленда в 1978 году со степенью бакалавра. В 1987 году получил степень магистра в университете Найроби. С 1991 года был директором и председателем Tibiyo Taka Ngwane, национальной организации по сохранению культуры Эсватини и разработке экономических стратегий.
14 ноября 2003 года Дламини был назначен премьер-министром. Он оставался на своём посту до 18 сентября 2008 года.